# غزو حلف وارسو لتشيكوسلوفاكيا
غزو حلف وارسو لتشيكوسلوفاكيا، والمعروف رسميًا بعملية الدانوب، هو عملية غزو مشتركة لتشيكوسلوفاكيا من طرف 5 دولٍ تابعة لحلف وارسو – الاتحاد السوفياتي وبولندا وبلغاريا وألمانيا الشرقية والمجر– في الليلة الواقعة بين العشرين والحادي والعشرين من شهر أغسطس عام 1968. هاجم نحو 250 ألف جندي من حلف وارسو تشيكوسلوفاكيا في تلك الليلة، بينما رفضت رومانيا وألبانيا المشاركة. لم تشارك قوات ألمانيا الشرقية، باستثناء عددٍ صغير من الاختصاصيين، في الغزو لأنها تلقت أوامرًا من موسكو منعتها من عبور الحدود التشيكوسلافية قبل ساعات من الغزو. قُتل 137 تشيكوسلوفاكي مدني، وأُصيب 500 شخصٍ بجروح خطيرة خلال الاحتلال.
أوقف الغزو بنجاح إصلاحات ربيع براغ التحررية التي أطلقها ألكسندر دوبتشيك، وعزز سلطة الجناح السلطوي للحزب الشيوعي التشيكوسلوفاكي. تُعرف سياسة الاتحاد السوفياتي الخارجية في تلك الفترة بعقيدة بريجنيف.
كان الرد الشعبي على الغزو واسع النطاق ومتباينًا. دعمت غالبية الأعضاء في حلف وارسو الغزو بالإضافة إلى عددٍ من الأحزاب الشيوعية الأخرى في أنحاء العالم، بينما أدانت الدول الغربية، بالإضافة إلى ألبانيا ورومانيا والصين تحديدًا، الهجوم، وفقدت عدة أحزاب شيوعية أخرى تأثيرها بعدما شجبت سياسة الاتحاد السوفياتي، أو انقسمت/تفككت بسبب الآراء المتضاربة. بدأ الغزو على شكل سلسلة من الأحداث التي أدت في نهاية المطاف إلى سلامٍ بين ليونيد بريجنيف والرئيس الأمريكي ريتشارد نيكسون عام 1972 بعد زيارة الأخير التاريخية إلى الصين في وقت سابقٍ من العام ذاته.
لا يزال أثر غزو تشيكوسلوفاكيا موضوع جدالٍ واسعٍ بين المؤرخين، واعتُبر لحظة تاريخية مهمة في الحرب الباردة. يعتقد المحللون أن الغزو أدى إلى تصدع الحركة الشيوعية العالمية، ثم ثورة عام 1989 في نهاية المطاف وتفكك الاتحاد السوفياتي عام 1991.

## خلفية تاريخية

### نظام أنتونين: أواخر الخمسينيات – أوائل الستينيات
بدأت عملية اجتثاث الستالينية في تشيكوسلوفاكيا خلال رئاسة أنتونين نوفونتي بين أواخر الخمسينيات وأوائل الستينيات من القرن الماضي، لكنها تقدمت ببطء أشد مقارنة بدول الكتلة الشرقية الأخرى. عقب تولي نيكيتا خروتشوف زعامة الاتحاد السوفياتي، أعلن نوفوتني إكمال الاشتراكية وإعداد دستور جديد، ووفقًا لذلك، تبنى اسمًا جديدًا لتشيكوسلوفاكيا هو جمهورية تشيكوسلوفاكيا الاشتراكية. كان طور هذا التغيير بطيئًا، فإعادة تأهيل ضحايا الحقبة الستالينية، مثل أولئك المدانين في محاكمة سلانسكي، من المفترض أن تبدأ منذ عام 1963، لكنها لم تحدث حتى عام 1967.
في أوائل ستينيات القرن الماضي، شهدت تشيكوسلوفاكيا كسادًا اقتصاديًا. طُبق نموذج التصنيع السوفياتي بشكل غير ناجح في تشيكوسلوفاكيا، فالأخيرة كانت من البلدان الصناعية بالكامل قبل الحرب العالمية الثانية، بينما أخذ النموذج السوفياتي في الحسبان الاقتصادات الأقل تطورًا بشكل رئيس. دفعت محاولة نوفوتني المتمثلة بإعادة هيكلة الاقتصاد، أو ما يُعرف بنموذج الاقتصاد الجديد من عام 1965، إلى طلبات متزايدة من أجل الإصلاح السياسي أيضًا.

### مجلس الكتاب عام 1967
تزامنًا مع تخفيف النظام المتشدد قيودَه، بدأ اتحاد كتاب تشيكوسلوفاكيا نشر سخطهم بحذر، واقترح أعضاء الاتحاد في الصحيفة الرسمية له «ليتيرارني نوفيني» أن على الأدب أن يكون مستقلًا عن عقيدة الحزب. في شهر يونيو من عام 1967، تعاطف فصيل صغير من اتحاد الكتاب التشيكيين مع الاشتراكيين الرادكاليين، تحديدًا لودفيك فاكوليك وميلان كونديرا ويان بروكاسكا وأنتونين ياروسلاف ليم وبافل كوهوت وإيفان كليما. بعد عدد قصير من الأشهر، وأثناء لقاءٍ للحزب، قُرر اتخاذ إجراءات إدارية ضد الكتاب الذين عبروا بصراحة عن دعمهم للإصلاح. وبما أن جزءًا صغيرًا فقط من كتاب الاتحاد آمنوا بتلك الأفكار، اعتُمد على الأعضاء الآخرين من أجل تأديب زملائهم. نُقلت الرقابة على صحيفة ليتيرارني نوفيني وعددٍ من دور النشر الأخرى إلى وزارة الثقافة، حتى أن بعض أعضاء الحزب أيدوا تلك الخطوات مع أنهم أصبحوا إصلاحيين بارزين لاحقًا، من بينهم دوبتشيك.

### ربيع براغ
ربيع براغ هو فترة من التحرر السياسي في تشيكوسلوفاكيا خلال الفترة التي خضعت فيها لهيمنة الاتحاد السوفياتي عقب الحرب العالمية الثانية. بدأ ربيع براغ في الخامس من شهر يناير عام 1968، حينها انتُخب الإصلاحي ألكسندر دوبتشيك السكريتير العام للحزب الشيوعي في تشيكوسلوفاكيا، واستمر في منصبه حتى الحادي والعشرين من شهر أغسطس عندما غزا الاتحاد السوفياتي وعددٌ آخر من دول حلف وارسو البلدَ لإيقاف الإصلاحات التي رفض دوبتشيك إيقافها.
كانت إصلاحات ربيع براغ محاولة قوية من طرف دوبتشيك لمنح مواطني تشيكوسلوفاكيا المزيد من الحقوق، سعيًا وراء لامركزية جزئية للاقتصاد وإرساء الديموقراطية. شملت الحريات الممنوحة تخفيف القيود على وسائل الإعلام وحرية التعبير والتنقل. عقب نقاش وطني من أجل تقسيم البلاد إلى اتحاد مؤلفٍ من ثلاث جمهوريات، هي بوهيميا ومورافيا–سيليزيا وسلوفاكيا، أشرف دوبتشيك على قرارٍ من أجل تقسيم البلاد إلى جزئين، جمهورية التشيك وجمهورية سلوفاكيا. كان ذلك التغيير الرسمي الوحيد الذي استمرّ حتى نهاية ربيع براغ، لكن مما لا شك فيه أن النجاح النسبي للمقاومة اللاعنفية تنبأ بالانتقال السلمي لاحقًا نحو الديموقراطية الليبرالية، وسهل هذه العملية أيضًا، تزامنًا مع انهيار الهيمنة السوفياتية عام 1989.
لم يرحب السوفيات بتلك الإصلاحات، تحديدًا لامركزة السلطة الإدارية، وبعد خوض محادثات باءت بالفشل، أرسل السوفيات نصف مليون جندي ودبابة من حلف وارسو لاحتلال البلد. اكتسحت البلد موجة كبيرة من الهجرة. اندلعت مقاومة لاعنفية نشطة على طول البلاد، شملت محاولات تآخي، وإعادة طلاء اللافتات الطرقية (في إحدى المرات، توجهت كتيبة غازية بأكملها من بولندا خارج البلاد بعد يومٍ كاملٍ من التجوال بلا هدف، وهناك كتيبة أخرى ظلت تلتف مكانها لأيام)، وتحدي حظر التجوال... تنبأ الجيش السوفياتي أن المدة التي سيستغرقها لإخضاع البلد لا تتجاوز 4 أيام، بينما استمرت المقاومة لثمانية أشهر، وتفادت البلاد الغزو أخيرًا عبر المناورات الدبلوماسية. برزت أعمال عنف متفرقة وعدد من محاولات الانتحار المتمثلة بإيذاء النفس (مثلما حدث مع يان بالاتش)، لكن لم تبرز أبدًا أي مقاومة عسكرية. ظلت تشيكوسلوفاكيا خاضعة للاتحاد السوفياتي حتى عام 1989، حينها أنهت الثورة المخملية الحكم الشيوعي بطريقة سلمية، مقتبسة نجاح المقاومة اللاعنفية والنجاحات التي حققتها قبل 20 عام. أصبحت المقاومة مثالًا مشهورًا عن الدفاع المرتكز على المدنين، فأسس هذا النوع من المقاومة –إلى جانب حفظ السلام المدني غير المسلح– طريقتين لاعنفيتين لمقامة التهديدات العسكرية أو شبه العسكرية.
عقب الغزو، دخلت تشيكوسلوفاكيا فترة التطبيع، فحاول القادة اللاحقون استعادة القيم السياسية والاقتصادية التي برزت قبل تولي دوبتشيك السيطرة على الحزب الشيوعي التشيكوسلوفاكي. ألغى غوستاف هوساك، وهو خليفة دوبتشيك والرئيس اللاحق لتشيكوسلوفاكيا، جميع الإصلاحات التي أقرها دوبتشيك تقريبًا. ألهم ربيع براغ عددًا من الأعمال والفنانين في مجال الموسيقى والأدب، مثل أعمال فاتسلاف هافل وكاريل هوسا وكاريل كريل، ورواية ميلان كونديرا بعنوان وجود لا تحتمل خفته.

## مخاوف السوفيتية
كان ليونيد بريجنيف وزعَماء دول حلف وارسو قَلِقين من حركات التحرر التي بدأت تتكشف في تشيكوسلوفاكيا، بما في ذلك إنهاء عمليات المُراقبة السياسية من قِبل الشُرطة السرية، مما يُضِر بمصالِحهم. كانت أول هذه المخاوف هو انشقاق تشيكوسلوفاكيا عن الحِلف؛ مما يضع الاتحاد السوفيتي في حرب مُحتملة مع منظمة حلف شمال الأطلسي (الناتو). وهذا من شأنِه أن يؤدي إلى خسارة العُمّق الإستراتيجي لجمهوريات الاتحاد السوفيتي، ليس فقط ذلك بل أيضاً خسارة القاعِدة الصِناعيّة في تشيكوسلوفاكيا التي يُستفاد مِنها في أي حرب مُحتملة. كانت لا يوجد نيّة عِند قادة تشيكوسلوفاكيا مُغادرة الحزب، ولكن موسكو لم تكن على يقين من نوايا براغ.

## الناتو
الولايات المتحدة والناتو تحولت لحد كبير لإهمال تطور الحالة في تشيكوسلوفاكيا. في حِين كان الاتحاد السوفيتي قلِقاً من إحتمال خسارة حليف، كما أن الولايات المتحدة لا ترغب في الحصول عليه. الرئيس الأمريكي ليندون جونسون كان مُشاركاً بحرب ضد فيتنام، ومن المُستبعد أن يكون قادر على تأييد الصِراع في تشيكوسلوفاكيا. كما وقال أنه كان يُريد مُتابعة مباحثات الحد من التسلح مع السوفييت، كما أبدى رغبتُهُ بوجود شريك في موسكو للتوصل لمِثل هذا الإتفاق، وأنه لا يرغب بالمخاطرة في تشيكوسلوفاكيا. لهذه الأسباب أصبح من الواضح عدم تدخل الولايات المتحدة في ربيع براغ، وإعطاء الاتحاد السوفياتي مُطلق الحُريّة في التصرُف.

## ردود الفعل في تشيكوسلوفاكيا
المُعارضة الشعبية أبدت مُعارضَتِها في العديد من الأفعال العفوية والمقاومة السلمية. في براغ وغيرها مِن المُدن في جميع أنحاء الجمهورية، التشيك والسلوفاك إستقبلوا جُنود حِلف وارسو بالمعارضة والتأنيب.